# Ranunculus cordiger
Ranunculus cordiger là một loài thực vật có hoa trong họ Mao lương. Loài này được Viv. miêu tả khoa học đầu tiên năm 1824.